# Diszfónia
A diszfónia az artikuláció hangzó részének sérülése. A gége megbetegedése vagy funkcionáliszavara okozhatja. 
A hang rekedt, nyers, fátyolos, préselt. A hang szabályozhatósága csökkent: a hangszín, a hangmagasság és a Hangossághangerő kevéssé változtatható. A beszéd kellemetlen, a torokban szárazság érződik; az érintett kényszeresen krákog, és köszörüli a torkát. Ez rontja a hangot.
A rossz beszédtechnika miatti tartós túlerőltetés csomóképződéshez vezethet a hangszalagokon. Egyes esetekben a hang teljesen elveszhet. Ez az afónia.

## Okai
A hangképzési zavaroknak szervi és funkcionális okai lehetnek. A lelkiállapot hat a hangszalagok feszességére, így a hangra is. A traumatizáló élmények akár a hang elvesztését is okozhatják. 
A fő szervi okok: gyulladások, bénulások, jó- és rosszindulatú képződmények (polipok, hangszalagcsomók, rák), reflux, és a gégefő sérülése. Ritkán előfordulnak veleszületett elváltozások is. A hangváltozások hormonális változások következményei is lehetnek, mint a serdülő- vagy változó korban. Ezek egy bizonyos mértékig normálisnak tekinthetők.
A funkcionális okok közé tartoznak a hang túlerőltetése, a rossz hangosztályban való éneklés, a hangot károsító beszédtechnika, természettől fogva gyenge hangképző szervek, egyfajta beszédfélelem, vagy egy általánosabb betegség tünete.

## Típusai
A következő típusait írták le:
- Dysphonia clericorum, a hang túlzott igénybevétele, az úgynevezett "lelkésztorok"
- Dysphonia paralytica, bénulásos hangképzési zavar, a bolygóideg, vagy annak nervus recurrens ágának sérüléseként
- Dysphonia puberum mutálás idején
- Dysphonia spastica (aphonia spastica vagy mogiphonia); a hangszálak összepréselésének eredményeként, különösen szónokoknál vagy idegrendszeri tünetként
- Funkcionális diszfóniák a leggyakoribb típusok. A beszélőszervek izomzatának nem megfelelő használata okozza.

## Diagnosztikai eszközök
Az átfogó orvosi diagnózishoz a gégefő laryngoszkópiáját (endoszkópia) használják
stroboszkóppal vagy nagy sebességű kamerával kiegészítve. A vizsgálathoz hozzátartozik a beszéd- és az énekhang meghallgatása is. Elektroglottográfiával határozzák meg a fontos elektrofiziológiai paramétereket, például az alapfrekvenciát.

## Kezelése
A funkcionális okokból adódó hangképzési zavart célzott hangterápiával kezelik. A szervi okok miatti diszfónián a lelethez igazodva műtéti kezeléssel segítenek. A képződményeket helyi vagy általános érzéstelenítésben távolítják el. Rosszindulatú esetben a daganat kivágása után a hangképzési zavar gyakran megmarad.